# 무단결석
무단결석(無斷缺席)은 의무 교육에서 고의적으로 정당하지 않거나 인정되지 않았거나 방법으로 한 결석을 뜻한다.
무단 결석은 의무 교육에 대한 의도적, 부당한, 승인되지 않은 또는 불법적인 결석을 의미한다. 이는 학생 자신의 자유 의지에 의한 고의적인 결석이며(때때로 성인이나 부모가 이를 허용하거나 무시할 수도 있음) 일반적으로 건강 상태와 관련된 정당한 사유가 있는 결석을 의미하지 않는다. 무단결석은 일반적으로 학교의 정책 및 절차 핸드북에 명시적으로 정의되어 있다. 학교에 다니지만 수업에 가지 않는 것을 내부 무단 결석이라고 한다. 부모가 홈스쿨링을 한다고 주장하는 일부 어린이는 미국에서도 무단 결석자로 판명되었다.
많은 국가에서 무단 결석은 법에 따라 형사 또는 민사 범죄로 범죄화되며, 무단 결석 학생(18세 미만), 부모 또는 둘 다를 기소할 수 있다. 캐나다나 호주와 같은 일부 국가에서는 무단 결석 미성년자에게 벌금을 부과하고 학교를 빼먹는 동안 구금(체포는 아님)을 허용한다. 러시아, 독일, 미국 일부 경찰은 학교 시간 동안 길거리에서 18세 미만 무단결석생에게 수갑을 채우고 체포할 수 있는 권한도 갖고 있다. 무단결석에 대한 엄격한 조치는 일반적으로 어린이의 의무 교육 격차와 대도시의 미성년자 범죄 급증에 의해 이루어진다.
무단결석은 대중문화에서 자주 등장하는 주제이다. 페리스의 해방은 작품의 캐릭터(매슈 브로더릭)가 그의 여자친구이자 가장 친한 친구와 함께 시카고에서 무단 결석을 한 날에 관한 것이다. "무단결석"은 독재적인 교육 시스템에 반대하는 학생의 반란을 다룬 2008년 소설의 제목이기도 하다. 결석률이 높은 학교에서 성공적인 교육 활동(SEA)을 통합한 덕분에 무단 결석을 줄이고 학업 성취도 향상에 기여했다는 경험이 있다.

## 같이 보기
- 탈영
- 등교 거부